# Letia
Letia är en kommun i departementet Corse-du-Sud på ön Korsika i Frankrike. Kommunen ligger  i kantonen Les Deux-Sorru som tillhör arrondissementet Ajaccio. År 2022 hade Letia 120 invånare.

## Befolkningsutveckling
Antalet invånare i kommunen Letia
Referens:INSEE